# 潘州 (渤海国)
潘州，渤海国的定理府所领二州之一。
潘州治所在黑龙江省林口县五道河子屯之渤海故城。根据《牡丹江中下游考古调查简报》。下辖潘水、安定、保山、能利四县。据《依兰县志》载今依兰县境内有古城七座。其中依兰县城北江沿有一旧城，相传为五国城之一；又在乌斯浑河口之南岸有一城，据考为金代城址。另外四城被认为有潘州所辖四县其中。《辽史·地理志》作沈州。辽朝灭渤海，废潘州。潘州百姓被迁居沈州（州治在今辽宁省沈阳市老城区）。